# Кућа Радовановића
Кућа Радовановића у Миоковцима, насељеном месту на територији града Чачка, представља непокретно културно добро као споменик културе.